# Гасификација
Гасификација је процес који конвертује органске или фосилне базне угљеничне материјале у угљен-моноксид, водоник и угљен-диоксид. То се постиже реакцијом материјала на високим температурама (> 700 °C), без сагоревања, са контролисаном количином кисеоника и / или паре. Добијена смеша гаса се зове сингас (од синтезе гаса или синтетичког гаса). Снага добијена из гасификације и сагоревања добијеног гаса сматра се извором обновљиве енергије ако је гасификовано једињење добијено из биомасе.

## Историја
Процес производње енергије коришћењем методе гасификације је у употреби већ више од 180 година. Првобитно је развијен за производњу гаса за градску расвету и кување 1800тих година. Такође је коришћен у високим пећима, али већи улогу игра у производњи синтетичких хемикалија где је у употреби од 1920.

## Хемијске реакције
У гасификацији, карбонатни материјал пролази кроз неколико различитих процеса:
1. Дехидрација или сушења се јавља на око 100 °C
2. Процес пиролизе се јавља на око 200-300 °C.
3. Процес сагоревања се огледа у испарљивим производима и производима чађи који реагују са кисеоником и формирају угљен-диоксид и мале количине угљен-моноксида, који даје топлоту за наредне реакције гасификације. {\displaystyle {\rm {C}}+{\rm {O}}_{2}\rightarrow {\rm {CO}}_{2}}
4. {\displaystyle {\rm {C}}+{\rm {H}}_{2}{\rm {O}}\rightarrow {\rm {H}}_{2}+{\rm {CO}}}
5. {\displaystyle {\rm {CO}}+{\rm {H}}_{2}{\rm {O}}\leftrightarrow {\rm {CO}}_{2}+{\rm {H}}_{2}}

## Процес гасификације
Неколико врста гасифиера је тренутно доступано за комерцијалну употребу: контра-струјни фиксни лежај, флуидизовани лежај, увучени проток, плазма и слободни радикали.